# Shotcut
Shotcut è un software libero per il montaggio video digitale, è rilasciato con licenza GPLv3 ed è multipiattaforma in quanto sviluppato con il toolkit Qt. Per Windows è disponibile anche in versione portabile. È un programma moderno, versatile e potente che compete a pieno titolo con i 
software concorrenti, sia gratuiti che a pagamento.

## Caratteristiche

### Il flusso di lavoro
Il flusso di lavoro (workflow) nell'ambito del montaggio video è la sequenza delle attività richieste all'operatore o agli operatori per produrre un video a partire da un insieme di risorse costituite da file audio-video (con il termine audio-video comprendiamo anche i file relativi ad immagini fotografiche).
Shotcut è uno strumento per il montaggio video digitale e come tale supporta l'operatore in tutti i passi del workflow.
Le attività principali del workflow sono:
- aprire un nuovo progetto. Il progetto è un contenitore di informazioni riguardanti il video che si vuole realizzare;
- importare nel progetto tutte le risorse (file audio-video) che verranno utilizzate;
- posizionare e manipolare opportunamente le risorse sulla linea temporale;
- applicare dei filtri per la modifica di sequenze del video o dell'audio;
- inserire titoli, transizioni, elementi grafici ed effetti speciali;
- eseguire il rendering del progetto al fine di esportare il video in un unico file secondo un formato video stabilito.

L'ordine di queste attività non è rigido, ed alcune attività vanno ripetute più volte fino al raggiungimento dell'obbiettivo desiderato.

### L'interfaccia grafica
I moderni programmi di video editing presentano una interfaccia basata sui concetti di aree dello schermo e pannelli, anche Shotcut condivide questa impostazione.
Un pannello è un contenitore per un gruppo di strumenti grafici (widget) per la manipolazione del video mentre ciascun pannello può essere posizionato (mappato) in un'area dello schermo o rimosso dall'area al fine di far posto alla visualizzazione di un altro pannello.
I pannelli principali sono:
- la linea temporale che generalmente occupa l'area inferiore dello schermo;
- l'anteprima che occupa l'area in alto a destra;
- l'elenco delle risorse che occupa l'area in alto a sinistra, che in Shotcut viene chiamato elenco di riproduzione.

Nell'elenco di riproduzione è possibile inserire le risorse audio-video che comporranno il video finale. Shotcut chiama queste risorse elementi dell'elenco di riproduzione.
Questi elementi possono essere trascinati sulla linea temporale tramite operazione di drag and drop (trascinamento e rilascio), e qui prendono il nome di elementi della linea temporale.
La linea temporale di Shotcut può contenere un numero illimitato di tracce audio e video e contiene degli strumenti per la manipolazione degli elementi su di essa posizionati. Grazie a questi strumenti gli elementi della linea temporale possono essere suddivisi, uniti, separati, riposizionati sulla stessa traccia o su un'altra traccia.
Infine il pannello dell'anteprima mostrerà il video finale secondo l'attuale disposizione delle risorse sulla linea temporale.
Altri pannelli importanti di Shotcut sono il pannello dei filtri ed il pannello di esportazione.

### Altre caratteristiche
Shotcut supporta molti formati audio e video grazie alle librerie FFmpeg. 
I numerosi filtri audio e video disponibili permettono di elaborare le sequenze video secondo una vasta scelta di possibilità. Sono inoltre disponibili numerose transazioni ed un apposito filtro per la gestione dei titoli.
Il video prodotto può essere esportato su file con un controllo completo delle caratteristiche come: 
- risoluzione video
- frequenza dei fotogrammi
- tipo di scansione delle immagini
- rapporto d'aspetto
- velocità di trasmissione
- compressione dei dati

La richiesta di risorse hardware è contenuta e comuni notebook e PC con 4 GB di memoria RAM sono in grado di eseguire agevolmente il programma.
Shotcut è un programma multilingua, e la traduzione in italiano è ben curata.